# 沖縄県専修学校一覧
沖縄県専修学校一覧（おきなわけんせんしゅうがっこういちらん）は、沖縄県の専修学校の一覧。

## 公立専修学校
2022年5月現在なし

## 私立専修学校
沖縄県下の私立専修学校は以下の通り

### 那覇市
- 専門学校ITカレッジ沖縄
- 育英義塾教員養成学院
- 専修学校インターナショナルリゾートカレッジ
- 専門学校ライフジュニアカレッジ
- 専修学校沖縄大原簿記公務員専門学校
- 沖縄情報経理専門学校那覇校
- 沖縄調理師専門学校
- 専門学校沖縄ビジネス外語学院
- 沖縄福祉保育専門学校
- 専修学校沖縄ペットワールド専門学校
- 北九州予備校沖縄校
- 国際電子ビジネス専門学校
- 学校法人南西学園サイ・テク・カレッジ那覇
- 尚学院国際ビジネスアカデミー
- 専門学校大育
- 大育高等専修学校
- 大育情報ビジネス専門学校
- 専門学校那覇日経ビジネス
- 専修学校ビューティーモードカレッジ
- 沖縄こども専門学校
- 琉美インターナショナルビューティーカレッジ
- 沖縄ブライダルアンドホテル観光専門学校
- 大育理容美容専門学校
- 専修学校エルケア医療保育専門学校
- 沖縄ビューティーアート専門学校
- 沖縄リゾートアンドスポーツ専門学校
- スペースチャイナ外語学院
- 沖縄ラフ＆ピース専門学校
- 沖縄情報経理専門学校那覇校
- 専修学校インターナショナルデザインアカデミー（高等課程）
- 尚学院公務員法律大学校
- 専修学校那覇尚学院
- 大智国際ビジネス専門学校

### 宜野湾市
- 専修学校育成保育カレッジ学院
- 沖縄医療工学院
- 沖縄ホテル観光専門学校
- パシフィックテクノカレッジ学院

### 浦添市
- 専修学校インターナショナルデザインアカデミー（専門課程）
- 沖縄歯科衛生士学校
- 琉球調理製菓専門学校
- JSLインターナショナルカレッジ
- 学校法人湘央学園浦添看護学校
- 専門学校沖縄統合医療学院

### 名護市
- 沖縄情報経理専門学校名護校
- 北部地区医師会北部看護学校

### 沖縄市
- 専門学校沖縄中央学園
- 中部美容専門学校
- 専門学校日経ビジネス

### 豊見城市
- 沖縄アカデミー専門学校
- 那覇市医師会那覇看護専門学校

### うるま市
- 海邦電子ビジネス専門学校
- 中部地区医師会立ぐしかわ看護専門学校

### 南城市
- 沖縄国際学院高等専修学校
- 高等専修学校珊瑚舎スコーレ高等部

### 国頭郡
- 専門学校琉球リハビリテーション学院

### 中頭郡
- 専門学校沖縄ブライダルモード学園
- 学校法人南星学園サイ・テク・カレッジ美浜
- ソーシャルワーク専門学校

### 島尻郡
- 学校法人おもと会沖縄看護専門学校
- 医療法人おもと会沖縄リハビリテーション福祉学院